# حيوانات نجمية
حيوانات نجمية (الاسم العلمي: Asterozoa)، عمارة حيوانات بحرية من شوكيات الجلد. وتضم النجوم الهشة والنجوم السلية و Somasteroidea المنقرضة.